# James Alexander Brewer
James Alexander Brewer (25 de Fevereiro de 1818 — Janeiro de 1886) foi funcionário dos serviços postais, colector de plantas e de coleópteros e botânico. Foi membro da Botanical Society of London e publicou várias obras sobre botânica e sobre coleópteros.
Colectou plantas e insectos na Grã-Bretanha, nos Açores e na Austrália.  Foi secretário do Holmesdale Natural History Club.
Entre outras obras publicou: New flora of the neighbourhood of Reigate, Surrey (1856) e Flora of Surrey (1863).